# يوميات راشد (مسلسل)
يوميات راشد هو مسلسل كوميدي تربوي سعودي عرض على التلفزيون السعودي في عام 1424 هـ الموافق 2003 م من إخراج حمود عودة الشمري .

## التفاصيل
عمل موجه لفئة الأطفال والشباب ويقدم باللغة العربية الفصحي من إخراج حمود عودة الشمري وبطولة عدد من الممثلين الشباب وهم الفنان فيصل العيسى الذي يقدم شخصية راشد والفنان نواف العنزي والفنان أيمن المديفر والفنان علي العزيز والفنان الصغير المبدع عبد الرحمن العنزي، كما يشارك في المسلسل الفنان القدير عبد الرحمن الرقراق والفنانة غزلان ناصر والفنان عبدالكريم القحطاني وضيوف شرف المسلسل الفنان بشير الغنيم والفنان صالح الزير والفنان احمد العبيد والفنان عبدالله المزيني والفنان سعد المدهش والفنان فيصل الشعيب.